# Ava Wrangel
Anna Christina Gustava "Ava" Wrangel, född 10 oktober 1815 i Uppsala, död i barnsäng 12 januari 1848 i Stockholm, var en svensk grevinna, kulturpersonlighet och sångerska, som bland annat ofta framträdde vid sin moster Malla Silfverstolpes salonger.
Agnes Hamilton, dotter till Erik Gustaf Geijer, har beskrivit det som att Wrangel vid dessa salonger fungerade som sångmö eller musa för många av de närvarande manliga författarna. Eva Öhrström skriver följande om Agnes Geijer och Ava i "Musikalisk salong i Europa och Norden":
| ”              | Genom texterna löper som en röd tråd uttalanden om flickornas aura när de musicerade. Både Agnes och Ava orsakade smärre utbrott av svärmisk beundran från männen, som i salongen såg sina ljuslockade ideal frambringa guldtoner ur strupen. På nätterna uppvaktade riddarna de sovande flickorna med sina serenader utanför deras fönster. | „ |
| – Eva Öhrström | |   |

Wrangel var dotter till Otto Reinhold Wrangel och Gustava Magdalena Arnell. 12 september 1845 gifte hon sig med majoren Johan "Janne" Henrik af Geijerstam. De fick tillsammans ett barn, Ave Reinhold Wrangel, innan Ava dog i barnsäng.